# Grand Prix Alanya
Il Grand Prix Alanya è una corsa in linea maschile di ciclismo su strada che si disputa con cadenza annuale attorno ad Alanya, nella provincia turca di Adalia. Organizzato per la prima volta nel 2018, è stato inserito nel calendario del circuito UCI Europe Tour come prova di classe 1.2.

## Albo d'oro
Aggiornato all'edizione 2022.
| Anno | Vincitore          | Secondo          | Terzo              |
| ---- | ------------------ | ---------------- | ------------------ |
| 2018 | Kirill Pozdnyakov  | Onur Balkan      | Ivan Balykin       |
| 2019 | Lucas Carstensen   | Jaŭheni Karalëk  | Patryk Stosz       |
| 2020 | Paweł Bernas       | Fabian Schormair | Onur Balkan        |
| 2021 | Davide Gabburo     | Filippo Colombo  | Alessandro Tonelli |
| 2022 | Alessio Martinelli | Sindre Kulset    | Anatolij Budjak    |